# Felisberto Duarte
Felisberto Duarte, também conhecido como Feliz (São Paulo, 31 de outubro de 1937 — Santos, 10 de agosto de 2008), foi um humorista e apresentador de televisão brasileiro. Célebre por ser o "Homem do Tempo" das duas versões do jornal Aqui Agora.

## Biografia
Natural de São Paulo, começou no teatro amador, onde foi cenógrafo do Teatro Municipal. Produziu programas na Rede Tupi, trabalhou em humorísticos da TVS Rio de Janeiro e atuou em dois filmes.
Era responsável pelas notícias do tempo do telejornal Noticentro, veiculado no anos de 1980, e na primeira e segunda versão do telejornal Aqui Agora, todos do SBT. Tinha a fala rápida, engolia as vírgulas, intercalava gracejos entre as máximas e as mínimas das capitais e sempre saía de cena de forma inesperada dizendo seu clássico bordão: "E piriri, pororó". 
Morreu no hospital da Beneficência Portuguesa de Santos, por complicações após uma cirurgia no intestino e fígado, causado por uma depressão.

## Filmografia

### Televisão
| Ano       | Título         | Personagem  | Emissora |
| --------- | -------------- | ----------- | -------- |
| 1981-1983 | Alegria 81     |             | SBT      |
| 1989-1990 | Show da Simony | Super Feliz | SBT      |
| 1991-1997 | Aqui Agora     | Feliz       | SBT      |
| 2008      | Aqui Agora     | Feliz       | SBT      |

### Cinema
| Ano  | Título                   | Personagem |
| ---- | ------------------------ | ---------- |
| 1975 | Efigênia Dá Tudo Que Tem | Zé Pileque |
| 1982 | Noites Paraguayas        | Berto      |